# Caserma Orlando De Tommaso
Die Caserma Orlando De Tommaso (ursprünglich Caserma Vittorio Emanuele II) ist eine Kaserne der Carabinieri in der italienischen Hauptstadt Rom. Die Kaserne gehört zu einem größeren, zum Teil nicht mehr militärisch genutzten Kasernenkomplex am Viale Giulio Cesare im Stadtteil Prati, wenige hundert Meter nördlich der Engelsburg und des Vatikans. Die Kasernenanlage ist mit der Linie A der Metropolitana di Roma, Stationen Lepanto und Ottaviano, erreichbar.

## Geschichte

### Allgemeines
Nachdem im Zug der Einigung Italiens der Kirchenstaat 1870 ganz beseitigt und Rom italienische Hauptstadt geworden war, plante man dort den Bau etlicher neuer Regierungsgebäude und auch neuer Kasernen. Das Parlament beschloss im Mai 1881, in Rom mehrere Kasernen, ein Militärkrankenhaus sowie einen neuen Dienstsitz für das Kriegsministerium zu bauen. Die neuen Kasernen entstanden überwiegend auf dem damals vor den Toren der Stadt gelegenen Wiesengelände Prati di Castello, das allgemein für den Ausbau der Stadt vorgesehen war. Zwischen den heutigen Straßen Viale Giulio Cesare im Süden und Viale delle Milizie im Norden baute man zwischen 1882 und 1889 im Neorenaissance-Stil vier Kasernen. Von Westen nach Osten waren dies die Caserma Vittorio Emanuele II (ab 1947 Caserma Orlando De Tommaso), die Caserma Regina Margherita (ab 1947 Caserma Luciano Manara), die Caserma Principe di Napoli (ab 1947 Caserma Nazario Sauro) und schließlich die Caserma Cavour. Jede dieser Kasernen war für ein Regiment ausgelegt. Als Übungsplatz sollte das freie Gelände im Norden bis zum Fuß des Monte Mario dienen.
Die Cavour-Kaserne wurde von Pionier-Einheiten genutzt, aus denen später die italienische Luftwaffe entstand. In dieser Kaserne und auf dem genannten Übungsgelände waren die Flugpioniere Maurizio Moris, Gaetano Arturo Crocco und andere tätig. In der Kaserne entstand unter anderem ein erster rudimentärer Windkanal und eine hydrodynamische Versuchsanlage. Heute dient sie als Sitz eines zivilen Gerichts. Die Kasernen Principe di Napoli/Nazario Sauro und Regina Margherita/Luciano Manara wurden bis 2017 vom Heer und auch von den Carabinieri genutzt, erst als Truppenunterkunft, später als Unterkunft für verschiedene Unterstützungs- oder Verwaltungsdienststellen sowie, im Fall der Manara-Kaserne, als Sitz des Militärgerichts Rom. In den beiden Heereskasernen Nazario Sauro und Luciano Manara sollen wie in der Cavour-Kaserne zivile Justizdienststellen, darunter Gerichtskanzleien, untergebracht werden. Die De-Tommaso-Kaserne wird weiterhin von den Carabinieri genutzt.

### De-Tommaso-Kaserne
Die zunächst nach König Viktor Emanuel II. benannte Kaserne ist geschichtlich und architektonisch eng verbunden mit der Caserma Cernaia in Turin. In der Turiner Kaserne befand sich bis 1885 die Ausbildungslegion der Carabinieri, die dort Rekruten ausbildete. Da man für diese Legion im neuen Nationalstaat einen zentraleren Standort benötigte, fiel die Wahl auf eine der neuen Kasernen auf den Prati di Castello, die ähnlich monumental ausfiel wie die Kaserne in Turin. Die Ausbildungslegion verlegte 1885 nach Rom. In Turin verblieb eine Außenstelle, die zeitweise zu einer zweiten Ausbildungslegion ausgebaut und verselbständigt wurde. Die Ausbildungslegion in Rom erhielt 1894 eine Truppenfahne, die zugleich Truppenfahne der Carabinieri-Truppe wurde und bis heute in der De-Tommaso-Kaserne aufbewahrt wird.
Im Zweiten Weltkrieg wurde der abgesetzte Diktator Benito Mussolini am 25. Juli 1943 von Carabinieri festgenommen und bis zum folgenden Tag in der Kaserne der römischen Ausbildungslegion festgehalten. Kurz nach dem Waffenstillstand von Cassibile besetzte die deutsche Wehrmacht im September 1943 Rom und den Großteil Italiens. Bei den Kämpfen gegen deutsche Truppen fiel am 9. September 1943 in Magliana bei Rom der Chef der 4. Kompanie des II. Bataillons der Ausbildungslegion, Hauptmann Orlando De Tommaso, an der Spitze seiner Rekruten. Nach ihm wurde die Kaserne nach Abschaffung der Monarchie benannt. Das Generalkommando (Oberkommando) der Carabinieri, das sich während der deutschen Besatzung in Cava de’ Tirreni bei Salerno befand, verlegte im Zug der Befreiung Roms durch die Alliierten am 5. Juni 1944 in die Kaserne der Ausbildungslegion und blieb dort bis 1956 (seither in der Hazon-Kaserne, ⊙). Gleichzeitig wurde in der Kaserne auch der Ausbildungsbetrieb wieder aufgenommen, der dort bis heute andauert.
Die Ausbildungslegion in der De-Tommaso-Kaserne wurde 1971 in „Rekrutenschule Rom“ umbenannt. Die traditionsreiche Bezeichnung „Ausbildungslegion“ übernahm 2008 ein Ausbildungskommando, dem alle Carabinieri-Rekrutenschulen unterstehen. In dem Kasernenkomplex befindet sich heute das Ausbildungskommando der Carabinieri, das Kommando der Ausbildungslegion für Mannschaften, die Rekrutenschule Rom, das militär- und polizeigeschichtliche Amt der Carabinieri und deren Musikkorps. Die Kaserne dient auch als Veranstaltungsort für militärische Zeremonien, unter anderem bei Kommandoübergaben an der Spitze der Carabinieri.

## Ausstattung
In der De-Tommaso-Kaserne befinden sich heute unter anderem: ein großer Hörsaal, zehn allgemeine Unterrichtsräume, zwei Multimedia-Räume, ein Filmraum, ein Sprachlabor, eine Ausbildungs-Leitstelle, eine Wohnung zur Simulation von Hausdurchsuchungen, ein Schießstand, eine Turnhalle und eine Bibliothek.